# Awang Awang
Awang Awang is een bestuurslaag in het regentschap Mojokerto van de provincie Oost-Java, Indonesië. Awang Awang telt 4727 inwoners (volkstelling 2010).